# Mijuško Bojović
Mijuško Bojović (in serbo Мијушко Бојовић?; Pljevlja, 9 agosto 1988) è un calciatore montenegrino, difensore svincolato.

## Carriera

### Nazionale
Tra il 2007 ed il 2010 ha segnato 2 reti in 15 presenze nella nazionale montenegrina Under-21.

## Palmarès

### Club

#### Competizioni nazionali
- Coppa d'Ungheria: 1

Újpest: 2017-2018
- Coppa dell'Azerbaigian: 1

Keşlə: 2020-2021